# Liste des sites Ramsar en Allemagne
Cet article recense les zones humides d'Allemagne concernées par la convention de Ramsar.

## Statistiques
La convention de Ramsar est entrée en vigueur en Allemagne le 26 juin 1976. En janvier 2020, le pays compte 34 sites Ramsar, couvrant une superficie de 8 682,26 km2 (soit 2,4% du territoire allemand).

## Liste
| Site                                                                     | Commune                            | Notes                                                   | Date             | Superficie (km²) | Altitude (m)  | Identifiant Ramsar | Identifiant WDPA | Coordonnées                       | Photo |
| ------------------------------------------------------------------------ | ---------------------------------- | ------------------------------------------------------- | ---------------- | ---------------- | ------------- | ------------------ | ---------------- | --------------------------------- | ----- |
| Mer des Wadden, triangle Elbe-Weser (de)                                 | Basse-Saxe                         |                                                         | 26 février 1976  | 384,60           |               | 80                 | 67934            | 53° 49′ 59″ nord, 8° 24′ 00″ est  |       |
| Mer des Wadden, baie de Jade et embouchure occidentale de la Weser       | Basse-Saxe                         |                                                         | 26 février 1976  | 494,90           |               | 81                 | 67935            | 53° 40′ 01″ nord, 8° 19′ 01″ est  |       |
| Mer des Wadden, Frise orientale et Dollard                               | Basse-Saxe                         |                                                         | 26 février 1976  | 1 216,20         |               | 82                 | 67936            | 53° 42′ nord, 7° 21′ est          |       |
| Basse Elbe (de), Barnkrug (de)-Ottendorf                                 | Basse-Saxe                         |                                                         | 26 février 1976  | 117,60           | 0 - 4         | 83                 | 67937            | 53° 46′ 59″ nord, 9° 07′ 01″ est  |       |
| Plaines d'inondation de l'Elbe, Schnackenburg-auenburg                   | Basse-Saxe                         |                                                         | 26 février 1976  | 75,60            | 9 - 34        | 84                 | 67938            | 53° 07′ 59″ nord, 11° 04′ 59″ est |       |
| Dümmer                                                                   | Basse-Saxe                         |                                                         | 26 février 1976  | 36,00            | 37 - 39       | 85                 | 67939            | 52° 31′ 59″ nord, 8° 22′ 59″ est  |       |
| Dépression de Diepholzer Moor (de)                                       | Basse-Saxe                         |                                                         | 26 février 1976  | 150,60           | 36 - 51       | 86                 | 67940            | 52° 34′ 01″ nord, 8° 48′ 00″ est  |       |
| Lac de Steinhude                                                         | Basse-Saxe                         |                                                         | 26 février 1976  | 57,30            | 38 - 42       | 87                 | 67941            | 52° 28′ 01″ nord, 9° 19′ 59″ est  |       |
| Lit majeur du Rhin entre Eltville et Bingen                              | Hesse, Rhénanie-Palatinat          |                                                         | 26 février 1976  | 5,66             | 80            | 88                 | 67942            | 50° nord, 8° est                  |       |
| Lac de Constance : Wollmatinger Ried (en) - Giehrenmoos - Mindelsee (de) | Bade-Wurtemberg                    |                                                         | 26 février 1976  | 12,86            | 406 - 460     | 89                 | 67943            | 47° 40′ 59″ nord, 9° 07′ 01″ est  |       |
| Plaines d'inondation du Danube et Donaumoos (de)                         | Bavière                            |                                                         | 26 février 1976  | 80,00            | 440 -         | 90                 | 67944            | 48° 28′ 01″ nord, 10° 13′ 01″ est |       |
| Angle Lech-Danube (de)                                                   | Bavière                            |                                                         | 26 février 1976  | 40,14            | 393 - 390     | 91                 | 67945            | 48° 43′ 59″ nord, 11° 00′ 00″ est |       |
| Ismaninger Speichersee (de) et étangs                                    | Bavière                            |                                                         | 26 février 1976  | 9,55             | 496 -         | 92                 | 67946            | 48° 13′ 01″ nord, 11° 40′ 59″ est |       |
| Lac Ammer                                                                | Bavière                            |                                                         | 26 février 1976  | 65,17            | 533 - 545     | 93                 | 67947            | 48° 01′ 01″ nord, 11° 07′ 59″ est |       |
| Lac de Starnberg                                                         | Bavière                            |                                                         | 26 février 1976  | 57,20            | 584 -         | 94                 | 67948            | 47° 45′ nord, 11° 18′ est         |       |
| Chiemsee                                                                 | Bavière                            |                                                         | 26 février 1976  | 86,60            | 518 -         | 95                 | 67949            | 47° 52′ 59″ nord, 12° 28′ 59″ est |       |
| Basse Inn (de), Haiming-Neuhaus                                          | Bavière                            |                                                         | 26 février 1976  | 19,55            | 320 - 350     | 96                 | 67950            | 48° 19′ 59″ nord, 13° 09′ 00″ est |       |
| Bodden (de) de la mer Baltique, Rügen occidentale (de)-Hiddensee-Zingst  | Mecklembourg-Poméranie-Occidentale | Voir le parc national du lagon de Poméranie occidentale | 31 juillet 1978  | 258,00           | 0 - 73        | 170                | 67951            | 54° 30′ nord, 12° 45′ est         |       |
| Krakower Obersee (de)                                                    | Mecklembourg-Poméranie-Occidentale |                                                         | 31 juillet 1978  | 8,70             | 48 - 50       | 171                | 67952            | 53° 37′ 01″ nord, 12° 18′ 00″ est |       |
| Rive orientale de la Müritz                                              | Mecklembourg-Poméranie-Occidentale |                                                         | 31 juillet 1978  | 48,30            | 63 - 82       | 172                | 67953            | 53° 27′ 00″ nord, 12° 49′ 01″ est |       |
| Plaine de la basse Havel / Gülper See (de) / Schollener See (de)         | Brandebourg, Saxe-Anhalt           |                                                         | 31 juillet 1978  | 89,20            | 23 - 40       | 173                | 67954            | 52° 45′ 00″ nord, 12° 13′ 01″ est |       |
| Vallée de la Basse-Oder, Schwedt                                         | Brandebourg                        |                                                         | 31 juillet 1978  | 54,00            |               | 174                | 67955            | 53° 04′ 01″ nord, 14° 19′ 01″ est |       |
| Peitzer Teichgebiet                                                      | Brandebourg                        |                                                         | 31 juillet 1978  | 10,60            |               | 175                | 67956            | 51° 51′ 00″ nord, 14° 25′ 01″ est |       |
| Helmestausee Berga-Kelbra                                                | Saxe-Anhalt, Thuringe              |                                                         | 31 juillet 1978  | 14,53            | 150           | 176                | 67957            | 51° 25′ 59″ nord, 11° 00′ 00″ est |       |
| Lac de Galenbeck                                                         | Mecklembourg-Poméranie-Occidentale |                                                         | 31 juillet 1978  | 10,15            | 9             | 177                | 67958            | 53° 37′ 59″ nord, 13° 43′ 59″ est |       |
| Rieselfelder Münster (de)                                                | Rhénanie-du-Nord-Westphalie        |                                                         | 28 octobre 1983  | 2,33             | 49 - 52       | 277                | 67959            | 52° 01′ 59″ nord, 7° 39′ 00″ est  |       |
| Barrage de Chlisselbourg (de) sur la Weser                               | Rhénanie-du-Nord-Westphalie        |                                                         | 28 octobre 1983  | 16,00            | 32 - 40       | 278                | 67960            | 52° 27′ 00″ nord, 8° 58′ 59″ est  |       |
| Unterer Niederrhein                                                      | Rhénanie-du-Nord-Westphalie        |                                                         | 28 octobre 1983  | 250,00           | 7 - 27        | 279                | 67961            | 51° 43′ 01″ nord, 6° 13′ 59″ est  |       |
| Mer des Wadden de Hambourg                                               | Hambourg                           |                                                         | 1er août 1990    | 117,00           | -9 - 5        | 501                | 67962            | 53° 52′ 59″ nord, 8° 16′ 59″ est  |       |
| Mer des Wadden du Schleswig-Holstein et mers adjacentes                  | Schleswig-Holstein                 | Site transfrontalier avec le Danemark et les Pays-Bas   | 15 novembre 1991 | 4 549,88         | -15 - 50      | 537                | 67963            | 54° 30′ 00″ nord, 8° 40′ 01″ est  |       |
| Mühlenberger Loch (de)                                                   | Hambourg                           |                                                         | 9 juin 1992      | 6,75             | 0             | 561                | 67964            | 53° 31′ 59″ nord, 9° 48′ 00″ est  |       |
| Plaines d'Aland-Elbe et Elbaue Jerichow                                  | Saxe-Anhalt                        |                                                         | 21 février 2003  | 86,05            | 20 - 35       | 1307               | 901220           | 52° 45′ 00″ nord, 11° 49′ 01″ est |       |
| Alpage sauvage bavarois                                                  | Bavière                            |                                                         | 9 octobre 2007   | 0,07             | 1 425 - 1 470 | 1723               | 555624124        | 47° 34′ 59″ nord, 11° 46′ 59″ est |       |
| Rhin Supérieur                                                           | Bade-Wurtemberg                    |                                                         | 28 août 2008     | 251,17           | 101 - 249     | 1809               | 109038           | 48° 25′ 01″ nord, 7° 45′ 00″ est  |       |